# 성도고등학교
성도고등학교(聖都高等學校)는 대한민국 부산광역시 북구 구포동에 있는 사립 고등학교이다.

## 학교 연혁
- 1975년 5월 31일 : 학교법인 성도학원 인가
- 1976년 12월 1일 : 성도고등학교 설립인가(15학급)
- 1978년 3월 1일 : 초대 교장 김주갑 취임
- 1978년 3월 1일 : 교사 준공 및 신입생 입학식
- 1987년 5월 31일 : 김윤곤 재단 이사장 취임
- 1988년 1월 14일 : 학급 증설인가(36학급)
- 2006년 3월 2일 : 수학과 교육과정 모델학교 운영(1년)
- 2009년 2월 10일 : 교원능력개발평가 선도학교 선정(1년)
- 2009년 8월 7일 : 별관(식당동) 개관(2층)
- 2009년 8월 30일 : 선진형 교과교실제 연구시범학교 지정(교과부)
- 2010년 2월 4일 : 별관(식당동) 증축(5층)
- 2016년 3월 2일 : 집중학기제 진로교육 시범교육 시범학교 운영
- 2022년 9월 1일 : 제12대 김성춘 교장 취임
- 2022년 10월 1일 : 구자원 재단이사장 취임
- 2024년 2월 7일 : 제44회 졸업식 (졸업생 누계 20,473명)

## 참고 자료
- 성도고등학교 - 한국교육학술정보원 학교알리미